# Tiger-Heli
Tiger-Heli è un videogioco arcade pubblicato nel 1985, sviluppato dalla Toaplan. 
È stato creato da Masahiro Yuge e Tatsuya Uemura, già sviluppatori di diversi giochi per le società giapponesi Orca e Crux, e pubblicato in Giappone da Taito e in America del Nord da Romstar.
Tiger-Heli è stato ben accolto dalla critica per il gameplay, la grafica e le armi ed ha contribuito a stabilire Toaplan come uno dei principali produttori di sparatutto negli anni '80 e '90. È stato convertito per Nintendo Entertainment System da Micronics. La versione per NES ha venduto oltre un milione di copie. Una versione per PlayStation è stata distribuita nel 1996 da Banpresto come parte della raccolta Toaplan Shooting Battle 1.
Tiger-Heli ha avuto due sequel: Twin Cobra nel 1987 e Twin Cobra II nel 1995. I diritti del gioco sono di proprietà di Tatsujin, una casa di sviluppo giapponese formato da Yuge e altri ex dipendenti di Toaplan.